# Resolução 203 do Conselho de Segurança das Nações Unidas
A Resolução 203 do Conselho de Segurança das Nações Unidas aprovada em 14 de maio de 1965, devido à crescente instabilidade, ao desenvolvimento de uma guerra civil e à probabilidade de intervenção estrangeira na República Dominicana, o Conselho apelou a um cessar-fogo e convidou o Secretário-Geral a enviar um representante à República Dominicana para informar ao Conselho sobre a situação atual.
A resolução foi aprovada por unanimidade.